# Jerónimo de Sosa
Jerónimo de Sosa fue un fraile franciscano y famoso genealogista español del siglo XVII, que desarrolló un método de numeración de los ancestros en una genealogía ascendente. 
Fray Jerónimo de Sosa fue lector de Teología en el real convento de Santa María la Nova de Nápoles. En 1676, en su obra genealógica Noticia de la Gran Casa de los marqueses de Villafranca, utilizó un método de numeración de los ancestros, que fuera empleado por primera vez por un noble austríaco, Michel Eyzinger en 1590.
Ese método fue revisado en 1898 por el genealogista alemán Stephan Kekulé von Stradonitz, quien lo popularizó y es conocido hoy como el sistema Ahnentafel, también conocido como el sistema Sosa-Stradonitz. 

## Pseudónimos atribuidos
Antonio Caetano de Sousa le atribuye el Pericope Genealógico, publicado bajo el pseudónimo Tivisco de Nasao Zarco y Colona.  En cambio otros atribuyen obras de Zarco a Manuel de Carvalho e Ataíde.